# Ken Monkou
Kenneth „Ken“ Monkou (* 29. November 1964 in Nickerie) ist ein ehemaliger niederländischer Fußballspieler mit Wurzeln in Suriname.

## Leben und Karriere
Der gebürtige Südamerikaner kam 1985 zu Feyenoord Rotterdam, von wo der Innenverteidiger nach 43 Spielen und zwei Toren 1989 zum FC Chelsea nach England wechselte. Die Ablösesumme für Monkou betrug umgerechnet circa 147.000 €. Er wurde als erster Spieler mit schwarzer Hautfarbe zum besten Chelsea-Spieler des Jahres gewählt. Nach Monkou schafften das bisher nur weitere drei schwarze Spieler. 1992 wechselte er weiter innerhalb Englands zum FC Southampton für umgerechnet circa 1,1 Mio. €. Nach sieben relativ erfolglosen Jahren in Southampton ließ er von 1999 bis 2000 seine Karriere bei Huddersfield Town ausklingen.

### Stationen
- Feyenoord Rotterdam (1985–1989) (43 Einsätze / zwei Tore)
- FC Chelsea (1989–1992) (94/2)
- FC Southampton (1992–1999) (198/10)
- Huddersfield Town (1999–2000) (21/1)